# Solo noi
Solo noi è un album antologico di Toto Cutugno, pubblicato dall'etichetta discografica Carosello nel 1989.

## Tracce
1. Solo noi
2. Serenata
3. Flash
4. Un'estate con te
5. Innamorati
6. Volo AZ 504
7. 'Na parola
8. La mia musica
9. Mi dici che stai bene con me
10. L'estate vola via
11. Con te
12. Aiò aiò Polinesia
13. Mi va